# Charta Organizace africké jednoty
Charta Organizace africké jednoty (OAJ) byla podepsána 32 africkými státy 25. května 1963. 
Podle článku I bylo členství otevřené všem státům afrického světadílu a okolních ostrovů. Článek II určil základní cíle OAJ: podpořit jednotu a solidaritu mezi africkými státy, koordinovat a zvýšit jejich vzájemnou spolupráci s cílem zlepšit život obyvatel Afriky, zajistit udržení suverenity, nezávislosti a územní celistvosti členských států, odstranit všechny formy kolonialismu v Africe, zlepšit mezinárodní spolupráci s ohledem na Chartu OSN a Všeobecnou deklaraci lidských práv. Pro naplnění těchto cílů se v Chartě signatáři zavázali prohlubovat politickou spolupráci a harmonizovat své hospodářské, dopravní, vzdělávací, kulturní a obranné a bezpečnostní politiky doplněné o spolupráci v oblasti veřejného zdraví a vědy a výzkumu. 
Články VII až XXII upravovaly institucionální strukturu organizace. Na vrcholu institucionální hierarchie bylo postaveno Shromáždění hlav států, které se mělo scházet alespoň jednou ročně; se souhlasem více než dvou třetin členských států mohlo být svoláno zvláštní zasedání. Každý členský stát disponoval jedním hlasem; s výjimkou procedurálních otázek, o nichž se hlasovalo prostou většinou, byla k přijetí rozhodnutí Shromáždění nutná dvoutřetinová většina hlasů všech členských zemí. Úkolem Shromáždění bylo v souladu s cíli OAJ diskutovat společné otázky a koordinovat harmonizaci politik členských států. Shromáždění též mohlo měnit strukturu a funkce OAJ. Rada ministrů se scházela v různých složeních několikrát ročně. Ministři zahraničí se scházeli alespoň dvakrát ročně, rady dalších ministrů se scházely po dohodě členských států. Úkolem Rady bylo naplňovat rozhodnutí Shromáždění a dohlížet nad jejich implementací. Rada ministrů zahraničí též připravovala zasedání Shromáždění hlav států. Rozhodnutí Rady byla přijímána prostou většinou, každý členský stát disponoval jedním hlasem. Shromáždění hlav států rovněž jmenovalo Generálního tajemníka OAJ, který byl pověřen úkoly vytyčenými Shromážděním. Generální tajemník a jemu podřízení pracovníci Sekretariátu OAJ byli z výkonu funkce zodpovědní pouze Shromáždění hlav států a nikoliv vládám svých zemí. Byly ustaveny Další komise včetně Komise pro zprostředkování, smírčí řízení a arbitráž, která měla sloužit jako výhradní tribunál pro řešení vzájemných sporů členských států. Článek XXIII upravoval tvorbu rozpočtu, jehož prostředky měly plynout z pravidelných příspěvků členských států. Na základě dalších, mimosmluvních rozhodnutí bylo pro umístění Sekretariátu vybráno hlavní město Etiopie Addis Abeba, pracovními jazyky OAJ se stala angličtina a francouzština. 